# 伊濟夫卡河
伊濟夫卡河（烏克蘭語：Ізівка），是烏克蘭的河流，位於該國西北部，屬於西布格河的右支流，發源自羅戈扎尼西南面，流經沃倫州，河道全長18公里，流域面積59平方公里。